# Arquidiócesis de Bar
La arquidiócesis de Bar o de Antivari (en latín: Archidioecesis Antibarensis, en montenegrino: Барска надбискупија, romanizado: Barska nadbiskupija y en albanés: Kryepeshkopata Katolike Romake e Tivarit) es una circunscripción eclesiástica de la Iglesia católica en Montenegro. Se trata de una arquidiócesis latina, inmediatamente sujeta a la Santa Sede. Desde el 5 de abril de 2016 su arzobispo y primado de Serbia es Rrok Gjonlleshaj.

## Territorio y organización

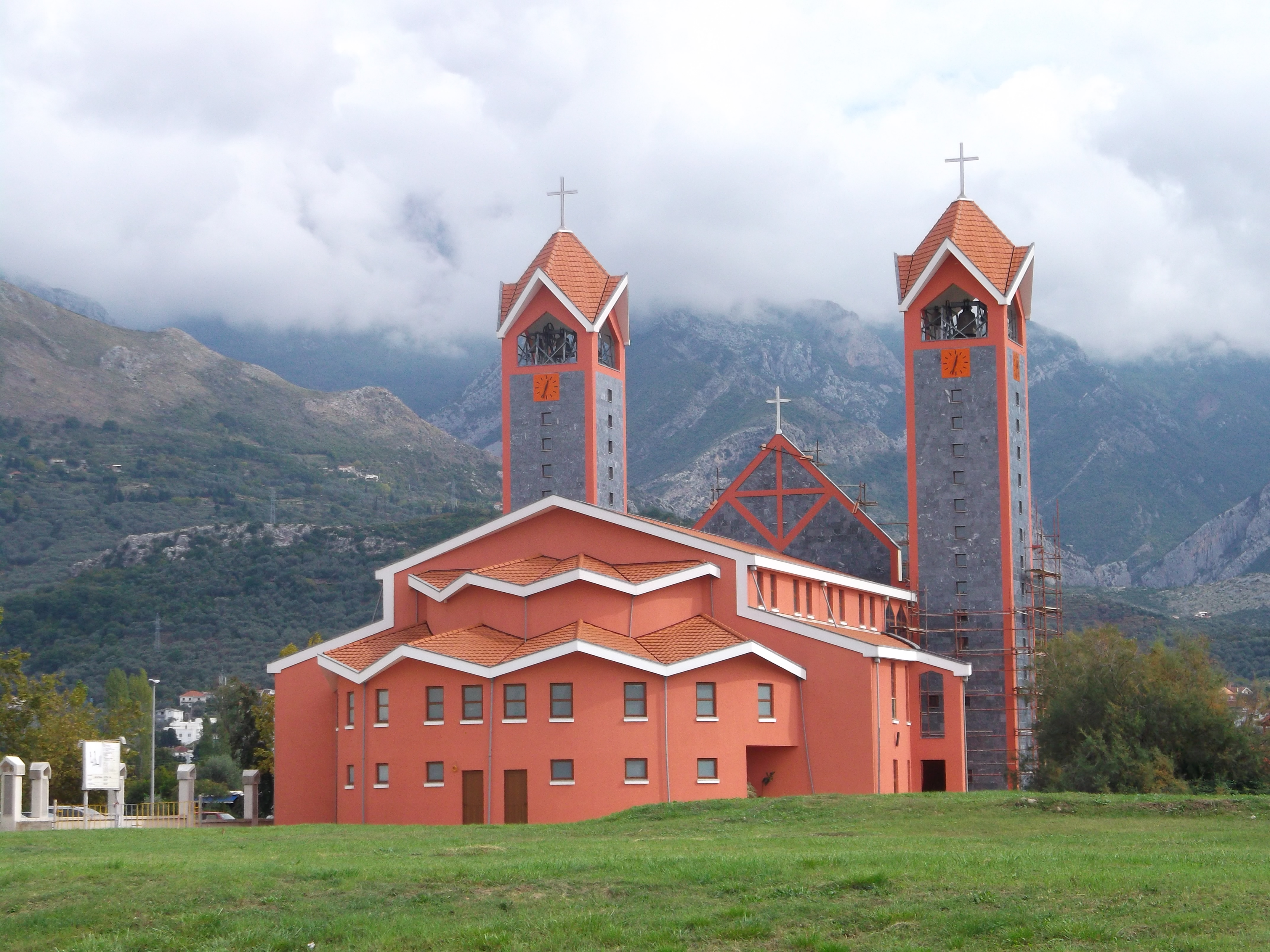
Concatedral de San Pedro Apóstol, en Bar

La arquidiócesis tiene 13 812 km² y extiende su jurisdicción sobre los fieles católicos de rito latino residentes en los municipios de Bar, Andrijevica, Berane, Bijelo Polje, Cetiña, Danilovgrad, Ulcinj, Gusinje, Kolašin, Mojkovac, Nikšić, Petnjica, Plav, Pljevlja, Plužine, Podgorica, Rožaje, Šavnik y Žabljak. 

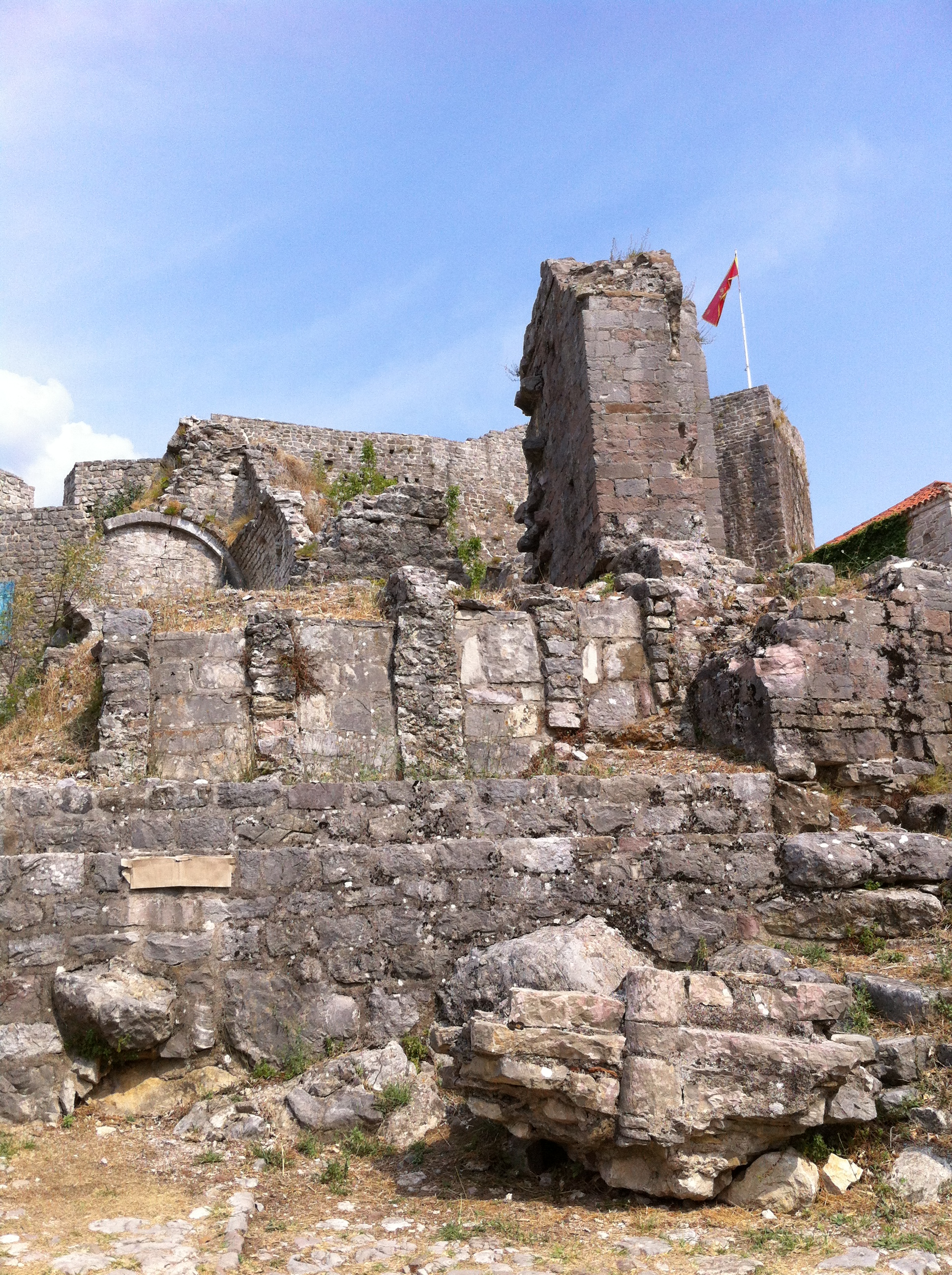
Ruinas de la abadía de San Nicolás, en Stari Bar

La sede de la arquidiócesis se encuentra en la ciudad de Bar, en donde se halla la Catedral de la Inmaculada Concepción y la Concatedral de San Pedro Apóstol, inaugurada en 2017.

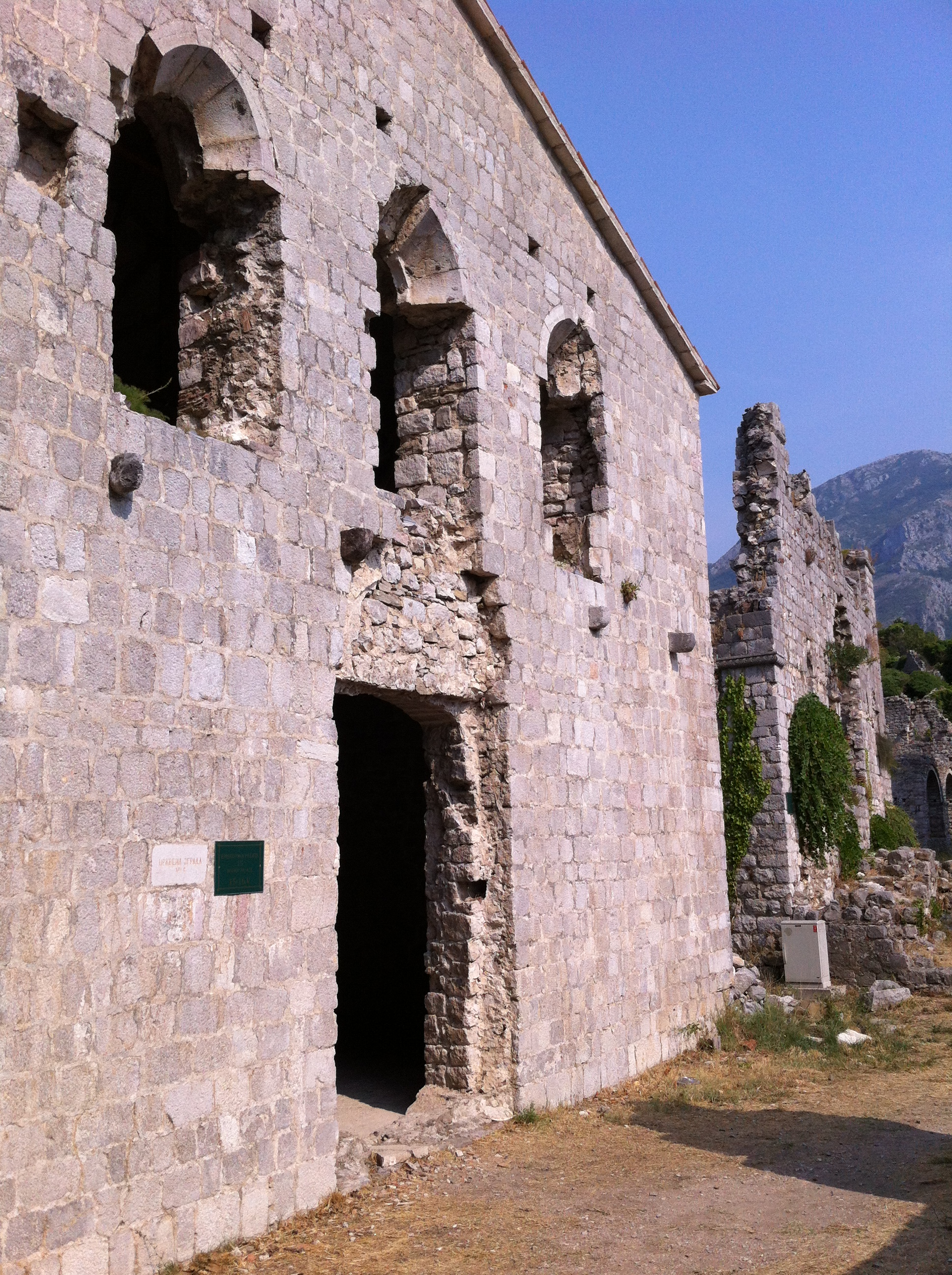
Ruinas del palacio episcopal, en Stari Bar

En 2022 en la arquidiócesis existían 19 parroquias. 

## Historia
Los orígenes de la diócesis de Bar se encuentran envueltos en la oscuridad. En época romana el territorio montenegrino formaba parte de la provincia Praevalitana, cuya sede más importante era la de arquidiócesis de Doclea, que en 877 fue elevada al rango de sede metropolitana. Según Farlati, entre sus sufragáneas estaba también la diócesis de Bar. Esta sería la primera mención de la existencia de esta sede.
En ese momento el territorio estaba en disputa, desde el punto de vista eclesiástico, entre la Iglesia de Roma y el patriarcado de Constantinopla. De hecho, en una Notitia Episcopatuum del patriarcado, datable a finales del siglo X, aparecen también las sedes de Bar y Doclea, ambas sufragáneas de la arquidiócesis griega de Durrës.
En el siglo XI, tras la caída del Primer Imperio búlgaro, los serbios se hicieron dueños de la región y obtuvieron del papa Juan XIX la elevación de Bar a sede metropolitana en 1032. Sin embargo, Bar competía con la diócesis de Ragusa de Dalmacia como sede metropolitana: ambas reclamaban los derechos metropolitanos que habían pertenecido a Doclea, destruida en la primera mitad del siglo X. En la pugna entre los dos centros se produjeron también falsas bulas papales, para reivindicar sus derechos: como, por ejemplo, la bula de 1067 con la que el papa Alejandro II confirmaba los derechos de Bar y enumeraba sus sedes sufragáneas. En estas bulas de la segunda mitad del siglo XI también está documentado el primer obispo cierto de Bar, Pedro, atestiguado desde 1067 hasta 1089.
En la bula espuria de 1067 se enumeran 9 diócesis sufragáneas de Bar: Kotor, Palachiensis ecclesia (quizás Ulcinj o Baleč), Suacia, Shkodër, Drivasto, Pult, Serbiensis ecclesia (?), Bosnia y Trebinje. Las mismas sufragáneas también se mencionan en la bula de 1089, escrita por el antipapa Clemente III y destinada a Pietro Dioclensis archiepiscopus. No está claro en qué medida y si estas diócesis eran realmente parte de la provincia eclesiástica de Bar.
Durante el siglo XII los papas confirmaron la supremacía de Ragusa, atestiguada como metrópolis desde 1022, sobre la sede de Bar, y en las bulas de los papas Alejandro III (1167) y Clemente III (1188) dirigidas al metropolitano de Ragusa, Bar resultó ser una de sus sufragáneas. De hecho, en 1142 Bar, en la eterna lucha con Ragusa, había perdido el rango de sede metropolitana. En la bula de 1167, el papa Alejandro III ordenó al obispo Gregorio de Bar que diera obediencia a su metropolitano, bajo pena de excomunión.
En 1199 Bar fue nuevamente elevada al rango de arquidiócesis metropolitana y el papa Inocencio III le concedió el palio a su arzobispo Juan. En el mismo año se celebró un sínodo provincial en Bar, firmado por 7 obispos sufragáneos: los obispos de Arbano, Shkodër, Pult, Drivasto, Suacia, Ulcinj y Sarda.
La lucha entre Bar y Ragusa continuó durante el siglo XIII y los papas tuvieron que intervenir varias veces para calmar los ánimos, mientras confirmaban la independencia de la metrópolis de Bar. Además, estas continuas intervenciones permitieron a la Santa Sede consolidar su influencia en la región, en detrimento del patriarcado de Constantinopla. Sin embargo, el paso definitivo de los serbios a la ortodoxia puso en grave peligro la propia existencia de la sede de Bar, que se encontraba en la frontera entre la Iglesia latina y la Iglesia griega. La llegada de las órdenes mendicantes y la ocupación veneciana de la región permitieron la supervivencia de la arquidiócesis: durante los siglos XIV y XV los diferentes metropolitanos serían de origen religioso o veneciano o, a menudo, ambos.
En 1571 Bar y el territorio cayeron en manos del Imperio otomano. Bar fue ocupada por los turcos sin oponer resistencia; el arzobispo fue capturado, enviado a galeras y poco después asesinado durante la Batalla de Lepanto. La población de Bar fue en parte asesinada, en parte huyó a Venecia y otros países cristianos, y en parte se convirtió al islam. Además de la persecución, también se inició un lento descenso de la presencia de católicos de rito latino en la región, en beneficio de la Iglesia griega, ya sea la de Constantinopla o la de Serbia, ambas sometidas a los otomanos. La catedral de San Jorge se transformó en mezquita y el palacio episcopal se convirtió en la residencia del gobernador turco. Muchas iglesias y monasterios fueron destruidos, o confiscados y destinados a otros fines, u ocupados por los griegos.
Los arzobispos de Bar tuvieron que trasladar su sede a territorio veneciano, a Budva, cuya diócesis, junto con la de Ulcinj (unida desde 1536), fue administrada por los arzobispos de Bar hasta el siglo XIX. Marino Bizzi (1608-1624) obtuvo permiso del gobierno otomano para regresar a su diócesis: así comenzó un trabajo de reorganización y reforma, introduciendo los decretos del Concilio de Trento, y trabajó para recuperar los bienes de su diócesis que habían sido tomados por el patriarcado serbio. Su sucesor, Pietro Massarechi (1624-1634), continuó su obra con la celebración de un sínodo y la publicación de la constitución diocesana. De particular importancia fueron las constituciones sinodales promulgadas por Vincenzo Zmajević en 1705, que intentó adaptar los decretos tridentinos a las necesidades de los orientales y a las tradiciones griegas: estas constituciones, confirmadas por el papa Benedicto XIV, fueron renovadas nuevamente en 1872.
En la guerra turco-veneciana (1714-1718) los católicos de la arquidiócesis de Bar lucharon del lado de Venecia, lo que provocó un nuevo aumento de la represión por parte de las autoridades otomanas y la intensificación de la islamización forzosa contra los cristianos del área, lo que a su vez provocó una nueva ola de emigración de la población católica. La situación se agravó con el brote de peste en 1717, procedente de Skadar. En 1726, grandes grupos de católicos comenzaron a emigrar a las cercanías de Zadar. 
Al no tener más bienes con los que sustentarse, los arzobispos de Bar recibieron lo necesario para su sustento directamente del gobierno de Venecia y luego, tras el Tratado de Campo Formio (1797), del gobierno del Imperio Habsburgo.
A finales del siglo XVIII la provincia eclesiástica de Bar incluía 4 sufragáneas: Lezhë, Pult, Sapë y Shkodër.
El 30 de junio de 1828 el territorio de la antigua diócesis de Budva, constituido por una sola parroquia y administrado por los arzobispos de Bar, fue anexado a la diócesis de Kotor mediante la bula Locum beati Petri.
El 14 de marzo de 1867 la arquidiócesis de Bar se unió aeque principaliter a la diócesis de Shkodër: en ese momento, la provincia eclesiástica de Bar y Shkodër incluía como sufragáneas a las diócesis de Lezhë, Pult, Sapë y Belgrado y Smederevo (sedes unidas desde 1729).
En 1878 Bar fue conquistada por los montenegrinos, con quienes la Santa Sede estipuló un concordato el 18 de agosto de 1886, que disponía que la sede de Bar sería la única sede católica con jurisdicción sobre todos los católicos del Principado de Montenegro. El concordato preveía el libre ejercicio de la religión católica, otorgaba al rey el derecho de rechazar el nombramiento del arzobispo, si era persona non grata; garantizó al arzobispo un emolumento estatal anual de 5000 francos; finalmente, el arzobispo, con el título oficial de ilustrísimo señor, era miembro de derecho del parlamento montenegrino.
El 23 de octubre de 1886, mediante el breve In sublimi, el papa León XIII promulgó canónicamente las decisiones del concordato, cuyas consecuencias más importantes fueron la separación de la arquidiócesis de Bar de la de Shkodër, que retuvo el título de arzobispo; y la pérdida para Bar de sus propias sufragáneas y con ellos el rango de sede metropolitana, convirtiéndose en arquidiócesis inmediatamente sujeta a la Santa Sede. Montenegro adoptó la religión ortodoxa como religión estatal y, en consecuencia, los fieles de la arquidiócesis de Bar pertenecen en su mayoría a la minoría albanesa.
El 7 de marzo de 1902 un decreto de la Congregación Consistorial confirmó el título de primado de Serbia a los arzobispos de Bar, que estaba en uso desde mediados del siglo XVIII.
Después de la Segunda Guerra Mundial en Albania la religión católica fue prohibida por las leyes que imponían el ateísmo estatal. En este período, la arquidiócesis de Bar fue el punto de referencia para los católicos albaneses. Cuando después del Concilio Vaticano II la reforma litúrgica permitió el uso de las lenguas nacionales en la liturgia, fue en la arquidiócesis de Bar en donde se llevó a cabo la traducción de los textos litúrgicos al albanés, que luego fueron adoptados por todas las diócesis de habla albanesa.
Luego de un concordato entre la Santa Sede y Montenegro que acordó que las jurisdicciones católicas debían ajustarse a los límites del país, el decreto Attenta norma de la Congregación para las Iglesias Orientales del 19 de enero de 2013 dispuso que los escasos fieles de rito bizantino de Montenegro dependieran de la arquidiócesis de Bar y de la diócesis de Kotor. La jurisdicción del exarca apostólico de Serbia y Montenegro (hoy eparquía de San Nicolás de Ruski Krstur) fue reducida a solo los fieles de Serbia y Kosovo.

## Estadísticas
Según el Anuario Pontificio 2023 la arquidiócesis tenía a fines de 2022 un total de 12 000 fieles bautizados.
| Año                                                                             | Población            | Población | Población      | Sacerdotes | Sacerdotes    | Sacerdotes    | Bautizados por sacerdote | Diáconos permanentes | Religiosos | Religiosos | Parroquias |
| Año                                                                             | Bautizados católicos | Total     | % de católicos | Total      | Clero secular | Clero regular | Bautizados por sacerdote | Diáconos permanentes | Varones    | Mujeres    | Parroquias |
| ------------------------------------------------------------------------------- | -------------------- | --------- | -------------- | ---------- | ------------- | ------------- | ------------------------ | -------------------- | ---------- | ---------- | ---------- |
| 1950                                                                            | 25 890               | ?         | ?              | 25         | 23            | 2             | 1035                     |                      |            |            | 20         |
| 1959                                                                            | 22 276               | 331 800   | 6.7            | 15         | 13            | 2             | 1485                     |                      |            | 58         | 19         |
| 1970                                                                            | 24 000               | 470 000   | 5.1            | 16         | 12            | 4             | 1500                     |                      | 4          | 87         | 16         |
| 1980                                                                            | 16 690               | 535 190   | 3.1            | 20         | 10            | 10            | 834                      |                      | 14         | 68         | 19         |
| 1990                                                                            | 17 230               | 538 000   | 3.2            | 18         | 6             | 12            | 957                      |                      | 13         | 52         | 19         |
| 1999                                                                            | 16 000               | 520 000   | 3.1            | 12         | 4             | 8             | 1333                     |                      | 8          | 35         | 19         |
| 2000                                                                            | 16 000               | 520 000   | 3.1            | 13         | 4             | 9             | 1230                     |                      | 9          | 35         | 19         |
| 2001                                                                            | 15 000               | 520 000   | 2.9            | 11         | 4             | 7             | 1363                     | 1                    | 7          | 47         | 19         |
| 2002                                                                            | 14 500               | 520 000   | 2.8            | 13         | 6             | 7             | 1115                     |                      | 7          | 41         | 19         |
| 2003                                                                            | 14 400               | 521 000   | 2.8            | 12         | 5             | 7             | 1200                     |                      | 7          | 31         | 19         |
| 2004                                                                            | 11 512               | 521 000   | 2.2            | 13         | 5             | 8             | 885                      |                      | 12         | 34         | 19         |
| 2006                                                                            | 11 512               | 521 000   | 2.2            | 13         | 5             | 8             | 885                      |                      | 8          | 36         | 19         |
| 2012                                                                            | 11 227               | 631 000   | 1.8            | 14         | 7             | 7             | 801                      |                      | 7          | 30         | 19         |
| 2015                                                                            | 11 155               | 629 000   | 1.8            | 14         | 7             | 7             | 796                      |                      | 7          | 30         | 19         |
| 2018                                                                            | 12 000               | 632 000   | 1.9            | 12         | 6             | 6             | 1000                     |                      | 6          | 32         | 19         |
| 2020                                                                            | 12 000               | 630 000   | 1.9            | 14         | 7             | 7             | 857                      |                      | 8          | 32         | 19         |
| 2022                                                                            | 12 000               | 630 000   | 1.9            | 17         | 10            | 7             | 705                      |                      | 8          | 32         | 19         |
| Fuente: Catholic-Hierarchy, que a su vez toma los datos del Anuario Pontificio. |                      |           |                |            |               |               |                          |                      |            |            |            |

## Episcopologio

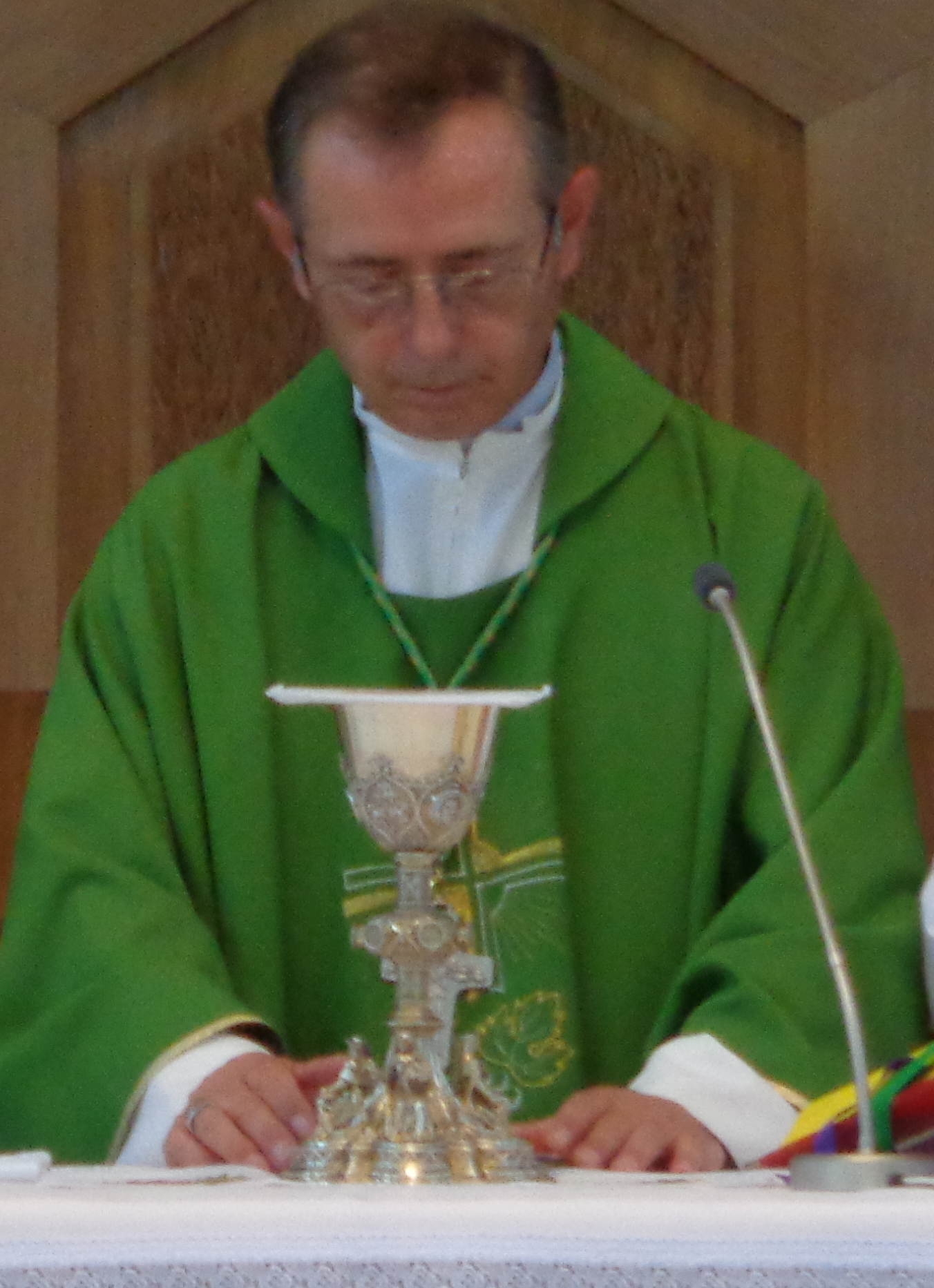
Rrok Gjonlleshaj, arzobispo de Bar desde 2016

- Pietro † (antes de 1067[19]-después de 1089[20]
- Sergej † (1094?/circa 1110?-1124?)[15]
- Ilija † (circa 1124-1140)[15]
- Gregorio Crisogono † (1172-1196)
- Giovanni I † (circa 1199-1247 falleció)
- Giovanni da Pian del Carpine, O.Min. † (1248-1 de agosto de 1252 falleció)
- Gufrid, O.Min. † (12 de abril de 1253-1254)
- Lovro I, O.Min. † (24 de septiembre de 1255-1270)
- Gašpar Adam, O.P. † (1270-1280)
- T. † (?-circa 1282 falleció)
- Mihailo † (1282-1298 falleció)
- Marin Petrov Žaretić † (21 de junio de 1301-1306 falleció)
- Andrija I, O.Min. † (25 de febrero de 1307-1324 falleció)
- Guillaume Adam, O.P. † (26 de octubre de 1324-1341 falleció)
- Giovanni Zaulini † (17 de diciembre de 1341-1347 falleció)
- Domenico † (31 de enero de 1349-1360 falleció)
- Stefano I † (26 de octubre de 1360-1363 falleció)
- Giovanni IV, O.P. † (12 de junio de 1363-1373 nombrado arzobispo de Cesarea)
- Giovanni Andrea † (18 de mayo de 1373-1382)
- Antonio † (1382-15 de febrero de 1391 nombrado obispo de Bosa)
- Raymundo, O.S.A. † (22 de febrero de 1391-1395 falleció)
- Ludovico Bonito † (1395-1395 nombrado arzobispo de Tesalónica)
- Marino da Dulcigno † (22 de diciembre de 1395-1420 falleció)
- Giovanni Balzan † (20 de marzo de 1420-1422)[nota 2]
- Petar Span † (14 de diciembre de 1422-1448 renunció)
- Andrea de Mule † (19 de abril de 1448-1459)
- Lovro II † (1459-1460)
- Marko I † (16 de julio de 1460-1461 falleció)
- Šimun Vosić † (26 de octubre de 1461-26 de noviembre de 1473 nombrado obispo de Capodistria[nota 3])
- Stefano Taleazzi † (26 de noviembre de 1473-5 de septiembre de 1485 nombrado obispo de Torcello[nota 4])
- Filip Gajo † (16 de septiembre de 1485-1509 falleció)
- Jeronim † (27 de noviembre de 1509-1517 falleció)
- Lorenzo Boschetti † (11 de septiembre de 1517-1525 falleció)
- Giovanni da Tagliacozzo † (1525-1528? falleció)
- Ludovico Chierepati, O.F.M. † (11 de marzo de 1528-1551 renunció)
- Giovanni Bruno † (15 de junio de 1551-7 de octubre de 1571 falleció)
- Teodoro ? † (1575)
- Ambrogio Capizi, O.F.M.Obs. † (9 de enero de 1579-1598 falleció)
- Tommaso Orsini, O.F.M.Obs. † (17 de febrero de 1599-1607 falleció)
- Marino Bizzi † (4 de febrero de 1608-16 de septiembre de 1624 renunció)
- Pietro Massarecchio † (16 de septiembre de 1624-27 de noviembre de 1634 falleció)
- Giorgio Bianchi † (1 de octubre de 1635-14 de noviembre de 1644 nombrado obispo de Sapë)
- Francesco Leonardi † (28 de noviembre de 1644-1646 falleció)
- Giuseppe Maria Bonaldi, O.P. † (10 de septiembre de 1646-noviembre de 1653 falleció)
- Marco Crisio † (14 de julio de 1655-1656 falleció)
  - Pjetër Bogdani † (24 de octubre de 1659-23 de febrero de 1671) (administrador apostólico)
- Andrija Zmajević † (23 de febrero de 1671-7 de septiembre de 1694 falleció)
- Marko Đorga † (18 de junio de 1696-1700 falleció)
- Vićenco (Vicko) Zmajević † (18 de abril de 1701-22 de mayo de 1713 nombrado arzobispo de Zadar)
  - Matija Štukanović † (25 de mayo de 1713-?) (vicario apostólico)
  - Vićenco (Vicko) Zmajević † (12 de agosto de 1713-24 de enero de 1715) (administrador apostólico)
- Egidio Quinto, O.F.M.Ref. † (8 de febrero de 1719[nota 5]-antes del 1 de junio de 1722 falleció)
- Matija Štukanović † (1 de junio de 1722-antes del 20 de diciembre de 1745 falleció)
- Marco de Luchi † (9 de marzo de 1746-antes del 7 de julio de 1749 falleció)
- Lazzaro Uladagni † (21 de julio de 1749-4 de febrero de 1786 falleció)
- Giorgio Giunchi † (24 de julio de 1786-26 de enero de 1787 falleció)
- Giorgio Angelo Radovani † (23 de abril de 1787-15 de noviembre de 1790 falleció)
- Francesco Borzi † (11 de abril de 1791-11 de febrero de 1823 falleció)
- Vincenzo Battucci † (13 de enero de 1824-6 de marzo de 1852 falleció)
  - Antonino de Boscomare, O.F.M.Ref. † (24 de febrero de 1839-?) (vicario apostólico)
- Karl Pooten † (31 de agosto de 1855[nota 6]-15 de enero de 1886 falleció)
- Šimon Milinović, O.F.M.Obs. † (8 de octubre de 1886-24 de marzo de 1910 falleció)
- Nikola Dobrečić † (16 de enero de 1912-14 de noviembre de 1955 falleció)
- Aleksandar Tokić † (14 de noviembre de 1955 por sucesión- 6 de mayo de 1979 falleció)
- Petar Perkolić † (6 de mayo de 1979 por sucesión- 27 de junio de 1998 retirado)
- Zef Gashi, S.D.B. (27 de junio de 1998-5 de abril de 2016 retirado)
- Rrok Gjonlleshaj, desde el 5 de abril de 2016